# Tuiré
Ne doit pas être confondu avec Tuiré-Peulh.
Tuiré est une commune rurale située dans le département de Zorgho de la province du Ganzourgou dans la région Plateau-Central au Burkina Faso.

## Géographie
Tuiré est situé à environ 10 km à l'est du centre de Zorgho, le chef-lieu du département et de la province, et à 6 km à l'ouest de Sapaga. La localité est traversée au sud par la route nationale 4 reliant Ouagadougou à la frontière nigérienne.

## Économie
L'activité économique de Tuiré est liée en partie à l'agriculture de subsistance et maraîchère permise par la présence sur son territoire d'un barrage en remblai permettant l'irrigation des champs. De plus, la localité est située sur la RN 4 à mi-chemin entre Zorgho et Koupéla, profitant de ce fait des échanges entre ces centres commerciaux régionaux.

## Santé et éducation
Tuiré accueille un centre de santé et de promotion sociale (CSPS) tandis que le centre médical avec antenne chirurgicale (CMA) se trouve à Zorgho.